# Hippocampus hippocampus
El caballito de mar común (Hippocampus hippocampus) es una especie de pez de la familia Syngnathidae.
Es una de las tres especies de caballito de mar presentes en Europa y el mar Mediterráneo.

## Morfología
Como seña de identidad propia y diferenciadora presenta un hocico corto en comparación con otras especies de Hippocampus, su longitud es menos de un tercio del largo de la cabeza. Desprovistos de aleta caudal, que se ha visto modificada en forma de una cola prensil que les permite fijarse sobre algas y plantas. Las aletas pectorales y la dorsal son muy tenues y tienen forma de abanico. La dorsal impulsa los desplazamientos horizontales, está situada a su espalda y la agita unas 3 veces y media por segundo. Las pectorales impulsan los movimientos verticales. 
De color marrón, a veces con pequeñas motas blancas por todo el cuerpo, puede cambiar a naranja, pardo o casi negro, debido a las condiciones medioambientales. Esta estrategia la realiza con el fin de camuflarse, ya que, al contar con aletas minúsculas es muy lento de movimientos, su área de desplazamiento diaria no supera los 18 m²,  y no posee aparentemente ninguna defensa frente a predadores.
Los machos  pueden llegar alcanzar los 15 cm de longitud total. Viven entre 3 y 5 años.
Las diferencias entre sexos son fácilmente distinguibles: Los machos presentan un vientre más abultado de forma redondeada, mientras que en la hembra éste finaliza en forma de ángulo de 90°.

## Hábitat y distribución
Viven cerca de las costas. Se trata de una especie no migratoria que se encuentra hasta los 60 m de profundidad. Normalmente lo encontramos entre algas. Habitan las praderas y comunidades algares próximas a fondos rocosos. Normalmente en aguas turbias.
Se distribuyen en aguas subtropicales del océano Atlántico Este, desde las islas Azores y Canarias, Irlanda e Inglaterra, mar de Frisia, y a lo largo de la costa africana hasta Guinea. También en el Mediterráneo.

## Alimentación
Los hipocampos en general son depredadores voraces. Sus ojos, que tienen movilidad independiente entre sí, les ayudan a reconocer sus presas, pequeños crustáceos que forman parte del zooplancton. Tragan enteras a sus presas al no disponer de dientes, y se ven obligados a consumir grandes cantidades de comida para compensar su rápida e ineficiente digestión, al no poseer estómago. Se alimentan de pequeños invertebrados y larvas planctónicas, que aspiran gracias a su hocico en forma de pipeta, provocando un ruido seco con cada aspiración.

## Reproducción
Son incubadores estacionales, de abril a octubre. El macho y la hembra se entrelazan con la cola. Después de una danza nupcial, en esta posición, la hembra traspasa de su cloaca, con ayuda de una papila genital de unos 3 mm de largo, sus huevos a la bolsa ventral (incubatriz) de los machos, que está recubierta de suave tejido y dispuesta en compartimentos, para mantener cada huevo separado.
El macho puede juntarse con varias hembras que le dejan huevos, se desarrollan en esta bolsa hasta los 50 o 60 días, y eclosionan dentro ella. Un macho puede dar a luz a más de 400 caballitos. El nacimiento o eyección de los jóvenes parece ser agotador para el padre. Agarrándose firmemente con la cola sobre un soporte, frota su bolsa contra una concha o roca hasta que salen los jóvenes, con fracciones de sus tejidos internos. Los primeros días, los alevines entrarán y saldrán de la bolsa según haya peligro o no en el exterior.

## Conservación
Especie protegida, ya que es recolectada para ser vendida como curiosidad incluso en su área de distribución. A la vez que su hábitat es degradado por la acción humana.
Incluido en CITES: Apéndice II, OSPAR, la Convención de Berna y la Convención de Barcelona. Regionalmente, está en la categoría "casi amenazada" en el Mediterráneo y protegida en el Reino Unido.